# Eoformica pinguis
Eoformica pinguis är en myrart som först beskrevs av Samuel Hubbard Scudder 1877.  Eoformica pinguis ingår i släktet Eoformica och familjen myror. Inga underarter finns listade i Catalogue of Life.